# 土旦赤列
土旦赤列（1961年12月—），藏族，西藏拉萨人，中华人民共和国政治人物。

## 生平
1980年9月，进入西藏民族学院历史系。1984年9月，进入西藏军区政治部工作。1987年7月加入中国共产党。1999年，担任西藏军区后勤部政治部副主任。2005年4月，担任西藏军区陆军预备役混成旅政治委员。2008年5月，任西藏军区政治部副主任。2008年7月，任总政治部办公厅群众工作办公室副主任。2009年，担任西藏拉萨警备区政治委员。2010年4月，担任西藏自治区拉萨市委常委、拉萨警备区政治委员。2016年7月，出任升格后西藏军区正军级副司令员。